# 丹尼斯·帕尔菲奥诺夫
丹尼斯·安德烈耶维奇·帕尔菲奥诺夫（羅馬化：Denis Andreyevich Parfyonov；1987年9月22日—）是俄罗斯政治人物，第七届、第八届国家杜马代表。
2005年，帕尔菲奥诺夫加入俄罗斯共产主义青年团。两年后，他成为俄罗斯联邦共产党党员。2009年至2011年，他在俄罗斯联邦储蓄银行工作。2012年至2016年担任国家杜马代表助理。2014年12月当选俄共宣传鼓动部书记。2016年当选第七届国家杜马代表。自2021年9月起，他担任莫斯科选区第八届国家杜马代表。2024年9月，帕尔菲奥诺夫陷入一宗性丑闻事件，一个与克里姆林宫有关的媒体SHOT Telegram发布了一段视频，指出帕尔菲奥诺夫让一名妓女在其办公室內口交。帕尔菲奥诺夫所属的共产党中央委员会针对帕尔费诺夫的指控作出回应，暗示所谓的性爱录像可能是人工智能生成的，并谴责该视频的发布者。丑闻发生后，俄罗斯联邦共产党、自由民主党和统一俄罗斯党的代表请专家检查他们的办公室是否存在隐藏摄像头。

## 制裁
帕尔菲奥诺夫于2022年因俄乌战争而受到英国政府制裁。